# Johan Heinrich Blum
Johan Heinrich Blum ('s-Gravenhage, 8 maart 1852 – Vlissingen, 17 november 1929) was een Nederlands onderwijzer en politicus.
Johan Heinrich was de zoon van ambtenaar Johan George Blum en zijn vrouw Frederika Josephina Caroline van Alphen. Na het voltooien van het Stedelijk Gymnasium Utrecht ging hij studeren voor onderwijzer — eerst door middel van de Gemeentelijke Normaallessen, en daarna op de Kweekschool. Daarna ging hij aan de slag als onderwijzer in Nootdorp en daarna in Wassenaar en 's-Gravenhage. Van 1876 tot 1887 was hij hoofd van de School voor minvermogenden te Scheveningen en van 1887 tot 1892 was hij docent Duits aan het Gymnasium Haganum.
Van 1896 tot 1901 was hij schoolopziener van het arrondissement Alkmaar, waarnaast hij van 1899 tot 1901 ook gemeenteraadslid in die stad was. In 1879 trouwde hij in 's-Gravenhage met Elizabeth de Niet. In 1901 verhuisde hij naar Zeeland, waar hij van 1901 tot 1906 schoolopziener van het district Middelburg was, en van 1903 tot 1907 gemeenteraadslid te Vlissingen. In 1905 ging hij de provinciale politiek in, en werd hij voor het kiesdistrict Middelburg lid van de Provinciale Staten van ZeelandVanaf 1907 was hij daarnaast ook gedeputeerde. In 1922 nam hij ontslag als gedeputeerde en lid van de Provinciale Staten om gezondheidsredenen.
In 1905 stelde Blum zich al verkiesbaar voor de Tweede Kamer in district Alkmaar, maar werd toen verslagen door Pieter van Foreest. Van 1909 tot 19013 was hij uiteindelijk voor het kiesdistrict Middelburg lid van de Tweede Kamer der Staten-Generaal. In de Kamer sprak hij vooral over binnenlands bestuur, onderwijs en Zeeuwse aangelegenheden. In 1912 onttrok hij zich met drie andere ARP'ers van stemming over de ontwerp-Bakkerswet. In 1913 was hij weliswaar weer verkiesbaar, maar werd hij verslagen door de liberaal Eduard Ellis van Raalte.
Naast zijn gewone werkzaamheden zette Blum zich ook in voor enkele Christelijke organisaties. Vanaf 1902 was hij enige tijd lid van het hoofdbestuur van de Bond van Evangelisatie van de Nederlandse Hervormde Kerk. Vanaf 1903 was hij bestuurslid (en enige tijd vicevoorzitter) van het hoofdbestuur van de Vereeniging voor Christelijk Volksonderwijs te Rotterdam, en vanaf 1904 penningmeester/bestuurslid van de Vereeniging voor Christelijke verzorging van krankzinnigen "Vrederust" in Zeeland. Hij was ook bestuurslid van de Vereeniging "Kinderzorg" en van de Zeeuwse Hervormde Diaconale Inrichting. Maar hij zette zich ook in als voorzitter van de Provinciale Zeeuwsche Vereeniging ter bestrijding der t.b.c.
In 1921 werd Blum benoemd tot Ridder in de Orde van de Nederlandse Leeuw. Hij was vanaf 1902 lid/directeur van het Zeeuws Genootschap van Wetenschap.